# Hubert Dupont
Hubert Dupont (Lyon, França, 13 de novembro de 1980) é um ciclista francês.
Estreia como ciclista profissional na temporada de 2005 nas fileiras da equipa R.A.G.T. Semences, ainda que em 2006 passou à equipa AG2R La Mondiale onde permaneceu até à sua retirada em 2019.

## Palmarés
Não conseguiu nenhuma vitória como ciclista profissional.

## Resultados em Grandes Voltas
| Corrida | Corrida         | 2005 | 2006 | 2007 | 2008 | 2009 | 2010 | 2011 | 2012 | 2013 | 2014 | 2015 | 2016 | 2017 | 2018 | 2019 |
| ------- | --------------- | ---- | ---- | ---- | ---- | ---- | ---- | ---- | ---- | ---- | ---- | ---- | ---- | ---- | ---- | ---- |
|         | Giro d'Italia   | —    | 32.º | 25.º | —    | —    | 20.º | 11.º | 16.º | 32.º | 16.º | 42.º | 11.º | 19.º | 20.º | 47.º |
|         | Tour de France  | —    | —    | —    | 53.º | 33.º | —    | 22.º | Ab.  | 34.º | —    | —    | —    | —    | —    | —    |
|         | Volta a Espanha | —    | 40.º | 17.º | 32.º | —    | 55.º | —    | —    | —    | 54.º | —    | —    | —    | 26.º | —    |

—: não participa

Ab.: abandono

## Equipas
- RAGT Semences (2005)
- Ag2r (2006-2019)
  - Ag2r-Prévoyance (2006-2007)
  - AG2R La Mondiale (2008-2019)